# 全端
全端（？—？），吳郡錢塘（今浙江省杭州市）人，全琮從子。東吳將軍。

## 生平
建興元年（公元252年）十月，太傅諸葛恪率軍前往巢湖，命人修築大堤並在兩山之間築城兩座，令將軍全端守西城，都尉留略堅守東城，以防曹魏襲擊東吳。
太平二年（公元257年）五月，諸葛誕以壽春叛魏，司馬昭領兵討伐，諸葛誕派兒子諸葛靚和長史吳綱及牙門諸將向東吳求救，東吳於是派唐咨、全懌、全端和王祚等人率軍三萬秘密與文欽接應諸葛誕。全怿兄长的儿子全辉、全仪留在建业，与家中人争吵，于是携母和家丁数十人过江归附司马昭。钟会设计秘密作书，派遣全仪、全辉的家人向全怿报信，说东吴的人因为全怿等不能击败包围寿春的敌兵而暴怒，想借此杀尽他的家人，所以归顺曹魏。全怿等闻讯，内心恐惧不安，十二月，全懌等人率領將兵數千人投降司馬昭，城中的人十分震恐，不知怎麼辦才好。詔令任命全懌為平東將軍，被封臨湘侯，全端等人的封職拜官各有所差。